# 巴拉康 (巴拉那州)
巴拉康（葡萄牙語：Barracão）是巴西南部巴拉那州的一个市镇。总面积163.931平方公里，总人口9275人，人口密度56.6人/平方公里。